# .hack//Infection
.hack//Infection (.hack//感染拡大Vol.1 dotto hakku//Kansen Kakudai Boryūmu Wan, lit. .hack//Infection Spreading Vol.1) er den første del af en serie på fire PlayStation 2 spil baseret på .hack universet. Spillet simulere et MMORPG med titlen The World, og gør dette uden at spilleren nogensinde behøver at gå online. Spillet er del af en serie historie, med hver af de fire spil langsomt udgivet henover en periode på lidt over et år. .hack//Infection's historie forsætter i .hack//Mutation, efterfuldt af .hack//Outbreak og .hack//Quarantine.
Med hver af spillene var der originalt en medfølgende DVD med en episode fra .hack//Liminality OVA serien. De fire episoder foregår i den virkelige verden i modsætning til det fiktive MMORPG, The World, i hvilke spillet finder sted. Begivenhederne i Liminality foregår samtidig med spillenes.

## Gameplay
Fuld Beskrivelse: .hack//Games - Gameplay
Spillene selv indeholder en lineær historie som konkluderes i hver episode med at spilleren modtage en Data Flag. Når Data Flagen er modtaget kan man konvertere filen til næste episode, hvilket tillader spilleren at starte hvert episode med alle de items og levels de måtte have fra deres originale fil. Man kan dog godt starte spillet uden at have spillet episoderne der udkom tidligere i serien.
Når spillet først startes befinder spilleren sig på et fiktivt skrivebord, komplet med ikoner der hedder "The World", "Mailer", "News", "Accessory", "Audio", og "Data" arrangeret lodret i venstre side af skærmen.
- The World – sender spilleren in i selve spillet.
- Mailer – Fører spilleren til sin e-mail indboks hvor forskellige personligheder man møder gennem spillet vil skrive til en – nogle gange med simple, humoristiske velkomster, og andre gange med tips og hints som fører historien mod sit næste mål.
- News –  Åbner en browser, som viser nyheder fra den virkelige verden, altså den verden hvor spillet finder sted i.
- Accessory – Giver mulighed for at ændre skrivebordets wallpaper.
- Audio – Giver mulighed for at ændre skrivebordets baggrundsmusik, eller se in-game filmene fra spillet.
- Data – Tillader spilleren at gemme sine spil data.

Både Audio og Accessory er meget begrænsede i starten, men som man spiller kan man låse op for flere muligheder ved at udføre specielle opgaver.

## Historie
Andre Dele Af Historien: .hack//Mutation | .hack//Outbreak | .hack//Quarantine
Startene efter begivenhederne i animeen .hack//Sign, historien begynder med at man tager rollen som Kite, som slutter sig til sin ven Yasuhiko, i det populære MMORPG The World. Yasuhiko er bedre kendt som Orca, en spiller med legendarisk status i The World, er gode grunde. Fra forummet i spillet lærer Kite at Orca har hjulpet mange nybegyndere i spillet med at starte ud, ligesom han gør med Kite selv. Men hvad der starter ud med at være en mindre fejl i spillets system, går frygtelig galt.
Kite og Orca opdager to underlige skabninger: Aura, som har udseende af en ung spøgelses pige, og en menneskelignende figur kendt som Skeith, som jagter Aura. Orca skynder sig at følge efter dem, men ender med at få rodet sig ind i for meget, da han ender i kamp med Skeith. kampen ender da Skeith bruger en underlig evne på den legendariske spiller. Da Skeith vender sin opmærksomhed mod Kite, blander den legendariske hacker Helba sig, og spillets servere går midlertidigt ned.
Ikke lang tid efter opdager Kite at Yasuhiko, spilleren bag Orca, ligger i koma. Og for at gøre tingene værre er Yasuhiko ikke den eneste spiller af The World som befinder sig i denne tilstand. Som resultat af sit møde med Aura, opdager Kite at han nu er i besiddelse af The Twilight Bracelet, og at han nu kan bruge unormale evner så som Gate Hacking, hvilket tillader Kite at gå til lukkede områder i spillet, og Data Drain, et angreb der ændre på korrupt data i specielle monstre, hvilket oftest resultere i at de bliver væsentlig svagere. Dog viser det sig at Data Drain er det selv samme angreb som Skeith brugte til at sende Yasuhiko i koma. Selvom Kite's intention er at bruge disse evner til at finde grunden til de mange koma og rede ofrene, finder han snart sig selv som fjende af CC Corp. (spil administratorene), og andre spillere, for at deltage i illegale aktiviteter.
Der går ikke lang tid før han ender på samme hold som BlackRose, en ung pige hvis bror, Kazu, har lidt samme skæbne som Yasuhiko. Sammen sætter de ud for at finde til bunds i hvad det er der virkelig foregår (hvilket spil administratorerne måske skjuler) og finder ikke blot dem selv i strid med Balmung, Orca's in-game partner, men de ender også med at bliver del af en genskabelse af det episke digt kendt som Epitaph of Twilight.

## Figurer
Andre Figurer: .hack//Mutation | .hack//Outbreak | .hack//Quarantine

### Spiller Kontrolleret
Kite (カイト Kaito)
Stemme af: Sayaka Aida (Japansk), Mona Marshall (Engelsk)
Orca (オルカ Oruka)
Stemme af: Yasunori Masutani (Japansk), Kirk Thornton (Engelsk)
BlackRose (ブラックローズ Burakkurōsu)
Stemme af: Masumi Asano (Japansk), Wendee Lee (Engelsk)
Balmung (バルムンク)
Stemme af: Nobuyuki Hiyama (Japansk), Doug Erholtz (Engelsk)
Mia (ミア)
Stemme af: Minami Takayama (Japansk), Debra Rogers (Engelsk)
Elk (エルク)
Stemme af: Mitsuki Saiga (Japansk), Brianne Siddall (Engelsk)
Piros (ぴろし)
Stemme af: Masaya Onosaka (Japansk), Darran Norris (Engelsk)
Mistral (ミストラル)
Stemme af: Atsuko Enomoto (Japansk), Sandy Fox (Engelsk)
Sanjuro (砂嵐 三十郎)
Stemme af: Yasunori Masutani (Japansk), Steven Jay Blum (Engelsk)
Gardenia (ガルデニア)
Stemme af: Yumi Touma (Japansk), Carolyn Hennesy (Engelsk)
Natsume (なつめ)
Stemme af: Maaya Sakamoto (Japansk), Lia Sargent (Engelsk)

### AI'er
Aura (アウラ)
Stemme af: Maaya Sakamoto (Japansk), Lia Sargent (Engelsk)
Morganna (モルガナ・モード・ゴン Morugana Mōdo Gon)
Stemme af: Rie Tanaka (Japansk), Valerie Arem (Engelsk)
Skeith (スケィス)
Ingen Stemme

## Trivia
- Op til flere NPCs og våben er referencer til CyberConnect2's tidligere titler: Tail Concerto og Silent Bomber.
- Selvom Crispin Freeman lægger stemme til Balmung i den engelske version, er det dog Doug Erholtz der har stemmen i .hack//Infection.